# Joseph Maillinger
Joseph Maillinger (* 25. Mai 1831 in Fürth; † 19. September 1884 in München) war ein deutscher Kunstsammler und Kunsthändler.

## Leben
Er war Sohn des ersten Geschäftsführers der München-Augsburger Eisenbahn-Gesellschaft. 1859 übernahm er die Ludwig Albert von Montmorillon'sche Kunsthandlung in München. Diese erlosch 1890. Am 11. Juni 1881 heiratete er Marie Mathilde Anna Buchner, geb. Volk, Witwe des Münchner Arztes und Professors Ernst Buchner.
Als Sammler legte er u. a. eine „Bilder-Chronik der Stadt München“ mit rund 18.000 Blättern des 15. bis 19. Jahrhunderts an. Zu dieser auch überregional bekannt gewordenen „Maillinger Sammlung“ gehören herausragende Einzelstücke namhafter Aquarellisten und Zeichner wie Johann Georg von Dillis, Gustav Kraus, Carl Trost und Franz Xaver Nachtmann. Zudem besaß er auch komplette Architekturplanungen wie etwa den Plansatz zur Walhalla von Leo von Klenze.
1879 gab er diese „Bilder-Chronik“ an die Stadt München. Fünf Jahre später starb er. Sein Grab im Alten Nordfriedhof in der Maxvorstadt ist noch erhalten. Die Inschrift lautet: „Sein Lebenswerk war die Bilderchronik der Stadt München“.

## Nachwirkung
1888 bildete seine Sammlung den Grundstock des „Historischen Museums der Stadt München“. Ab 1930 wurde sie Referenzquelle zum „Allgemeinen Bildniskatalog“ von Hans Wolfgang Singer.

## Veröffentlichungen
- Bilder-Chronik der königlichen Haupt- und Residenzstadt München. Verzeichniss einer Sammlung von Erzeugnissen der graphischen Künste zur Orts-, Cultur- und Kunst-Geschichte der bayerischen Capitale vom fünfzehnten bis in das neunzehnte Jahrhundert. 3 Bände, München 1876 (Digitalisat Band 1–3 in einem Band; Digitalisat Band 1–3 einzeln).
- Neue Folge (Band IV). Aus dem Nachlasse … beschrieben von August Maillinger. Verlag der Kunsthandlung von August Maillinger Augsburg 1886 (Digitalisat)[2]